# Adesmia confusa
Adesmia confusa är en ärtväxtart som beskrevs av Ulibarri. Adesmia confusa ingår i släktet Adesmia och familjen ärtväxter. Inga underarter finns listade i Catalogue of Life.

## Bildgalleri

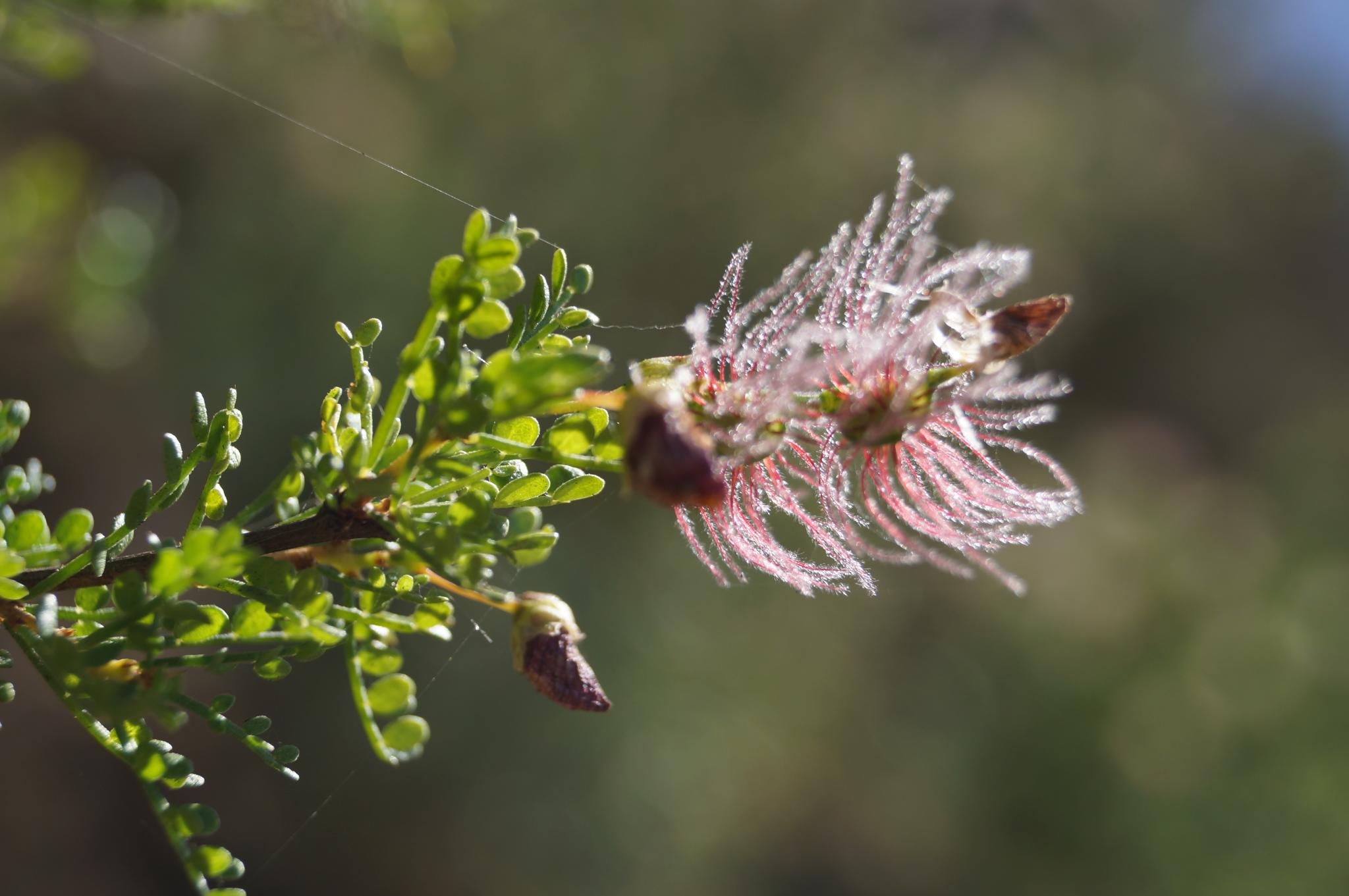